# Setúbal
Setúbal és un municipi portuguès, situat al districte de Setúbal, a la regió de Lisboa i a la subregió de Península de Setúbal. L'any 2021 tenia 123.496 habitants. Limita al nord i est amb Palmela, a l'oest amb Sesimbra i al sud amb l'estuari del Sado que el lliga als municipis d'Alcácer do Sal i Grândola i al litoral de l'oceà Atlàntic.
És una ciutat important, no només per la seva riquesa industrial i fabril, sinó per l'antiguitat dels seus monuments. Es divideix en cinc barris, anomenats Central, Troino, Fontainha, Baptista i Alves da Silva. El riu Sado desemboca al mar entre les puntes d'Outao i Adoxo, que es troben a poca distància de Setubal. El port és magnífic, donant accés á embarcacions de gran calat, el que facilita el comerç amb les altres ciutats del litoral i amb l'estranger. Per la part de terra, Setubal està voltada per les regions muntanyenques d'Arrábida, que constitueixen un dels seus més pintorescs voltants; les ruïnes de Troia es troben enfront de la ciutat.
Les places principals de la ciutat són: la de Bocage, Quebedo, Lago, Comercio, Jesús i San Pedro. Entre els seus passejos figuren el de Bom Fim, que ocupa una part del camp del mateix nom, i l'Avinguda de Luisa Todi, que és una de les belles de Portugal.
Hi ha en Setubal nombrosos temples. Les monges de Jesús, caputxines de Santa Clara, van fundar en 1489 un monestir, que constitueix actualment l'església més notable de la ciutat, per les preciositats artístiques que tanca, entre les quals sobresurten alguns quadres atribuïts á Grão Vasco. L'església do Carmo és un altre dels temples notables. Va ser fundat en 1598 i va pertànyer a un monestir de Carmelites calçats. Després convertit en església parroquial, va passar a l'ordre Tercera del Carme, sent venuda una part i la resta transferit a la Camara Municipal. L'església matriu de Nossa Senhora da Anunciada va ser construïda pel monestir de Santa Teresa de Jesús. Un gran incendi la va destruir al desembre de 1876, quan ja era de propietat particular, sent després reconstruïda en part. L'església matriu de San Sebastião va pertànyer a un monestir de dominics de l'orde dels Predicadors, fundat el 1566. L'església va passar al culte públic al segle xix i el monestir va quedar convertit en la mateixa època en hospital militar i caserna. La tanca va ser destinada a cementiri. L'església de São Julião és una de les més antigues matrius de Setubal, havent seva fundació al gremi de pescadors. Els terratrèmols de 1531 i 1570 van esfondrar el temple, que va ser reconstruït en 1775. Depenen d'aquesta parròquia les esglésies de la Concepció, del Socors i de Sant Francesc. L'església de Santa Maria da Graça que és també molt antiga, va ser manada edificar pel rei Sebastia I. Pertanyen á la mateixa les ermites del Corpos Santo, Sant Antoni i Senhor Jesus de Bom Fim. Existeixen a més en la població restes del monestir dels monjos d'Alferrare, fundat el 1383; del convent de Penitents franciscans de Nossa Senhora dos Anjos de Brancannes, construït el 1680; del monestir d'Agustins descalços, fundat el 1566 i l'església subsisteix encara; del dels frares Paulistas, erigit en 1420, i altres.
Setubal té a més de centres de protecció a la gent gran i la infància, Cambra Municipal, Palau de justícia i consolats del majoria de països importants. Entre els seus establiments d'ensenyament mereixen citar-se, a més de diverses escoles primàries i superiors, les de Música i Comerç i Indústria. Existeixen en la població nombroses fabriques de conserves alimentàries, cordilleria, els adobs i corretjams, guano, begudes embulsivas i alcohòliques, paper, sabó, teixits, refineries de sucre, aserradores mecànics i drassanes. És també molt important la pesca. El comerç que és molt actiu, consisteix en l'exportació dels productes de la seva indústria i principalment de les taronges de país, que gaudeixen de molta fama. Té estació de línia fèrria de Setubal á Lisboa.

## Història
Setubal va ser plaça forta de primera classe i va estar envoltada de gruixudes muralles. La més antiga la va fer construir Alfons IV de Portugal, sent acabada pel seu fill Pere I, entre els anys 1350 i 1360. Es trobava guarnida per grans torres quadrades com merlets, i tenia cinc portes, que eren les d'Evora, Nova, Pares dona Companhia, Sant Sebastiao i Sol, amb nou porticons anomenats de Santa Catharina, Sapal, Sant Antoni, Carbao, etc. El castell de Sant Felip considerant com un notable model d'arquitectura militar, devent-se-li a Felip I. Després de la Independència de Portugal i á conseqüència de l'eixample de Setubal, Joan IV, va manar ampliar el recinte primitiu, protegiendolo amb altres obres de defensa que van ser continuades per la reina Lluïsa de Guzmán. Les noves obres comprenien els baluards Nossa Senhora da Conceição, Sant Joâo,. Després de la Independència de Portugal i á conseqüència de l'eixample de Setubal, Joan IV, va manar ampliar el recinte primitiu, protegint-lo amb altres obres de defensa que van ser continuades per la reina Lluïsa de Guzmán. Les noves obres comprenien els baluards Nossa Senhora da Conceição, Sant Joâo, Nossa Senhora da Socorro, Nossa Senhora da Conceiçâo, Nossa Senhora da Annunciata, Nossa Senhora da Saude, Santo Amaro, San Francisco, Nossa Senhora da Carmen, Das Fontahinas i San Domingos, a totes elles hi havia portes amb nínxols, en els quals s'hi trobaven les imatges dels sants als quals restaven dedicats. Extramurs, a més, s'aixecaren diversos fortins. De totes aquestes obres de defensa només existeixen avui en bon estat el baluard de Nossa Senhora da Conceiçâo i les fortaleses d'Albarquel, Santiago do Outâo i Arrabida. El castell de Sant Felip va ser restaurat durant el segle XX i resta molt ben conservat malgrat el terratrèmol de 1969. També existí una fortalesa al marge esquerra del Sado, a l'oest de Troia i davant el castell d'Outâo, però d'aquest no en resta cap vestigi perquè la sorra ha cobert les ruïnes.

## Població
| Població del município de Setúbal (1801 – 2004) | Població del município de Setúbal (1801 – 2004) | Població del município de Setúbal (1801 – 2004) | Població del município de Setúbal (1801 – 2004) | Població del município de Setúbal (1801 – 2004) | Població del município de Setúbal (1801 – 2004) | Població del município de Setúbal (1801 – 2004) | Població del município de Setúbal (1801 – 2004) | Població del município de Setúbal (1801 – 2004) | Població del município de Setúbal (1801 – 2004) |
| ----------------------------------------------- | ----------------------------------------------- | ----------------------------------------------- | ----------------------------------------------- | ----------------------------------------------- | ----------------------------------------------- | ----------------------------------------------- | ----------------------------------------------- | ----------------------------------------------- | ----------------------------------------------- |
| 1801                                            | 1849                                            | 1900                                            | 1930                                            | 1960                                            | 1981                                            | 1991                                            | 2001                                            | 2004                                            | 2021                                            |
| 15442                                           | 15060                                           | 35990                                           | 50456                                           | 56344                                           | 98366                                           | 103634                                          | 113934                                          | 120117                                          | 123496                                          |

## freguesias
- Gâmbia - Pontes - Alto da Guerra
- Nossa Senhora da Anunciada
- Sado
- Santa Maria da Graça
- São Julião
- São Lourenço
- São Sebastião
- São Simão

## Monuments
- Església de l'antic Convent de Jesús
- Església de São Julião
- Església de Santa Maria de Graça
- Castelo de São Filipe

## Persones il·lustres
- José Mourinho, entrenador de futbol
- Manuel Maria Barbosa du Bocage poeta
- Luisa Todi, cantant d'òpera.